# Rusapeana
Rusapeana is een kevergeslacht uit de familie van de boktorren (Cerambycidae). De wetenschappelijke naam van het geslacht werd voor het eerst geldig gepubliceerd in 1995 door Adlbauer.

## Soorten
Rusapeana is monotypisch en omvat slechts de volgende soort:
- Rusapeana holobrunnea Adlbauer, 1995